# Phalacrocorax gaimardi
Phalacrocorax gaimardi là một loài chim trong họ Phalacrocoracidae.